# Август Теодор Бланш
Август Теодор Бланш (швед. August Blanche; 17 вересня 1811—30 листопада 1868) — шведський письменник, драматург, журналіст і державний діяч.

## Життєпис
Вивчав в Упсалі право (1838). Писати почав у 1838 році. Перший шведський комедіограф. Творчо використовував у своїх роботах сюжети інших авторів: у комедії «Мандрівна трупа» — з «Комічного роману» П. Скаррона. Був членом шведського парламенту (1859—1966).

## П'єси
- «Хто ненавидить шарманку» (1843)
- «Багатий дядько» (1845)
- «Магістр Блекстадіус» (1844)
- «Підкидьок» (1847)
- «Мандрівна трупа» (1848)